# Antonio Braga
Antonio Braga (* 22. Januar 1929 in Neapel; † 26. Mai 2009 ebenda) war ein italienischer Komponist und Musikpädagoge. 
Braga unterrichtete Musikgeschichte und -ästhetik am Conservatorio di San Pietro a Majella in Neapel und an der Accademia Nazionale di Santa Cecilia in Rom. Er leitete die Bibliotheken der Konservatorien von Bologna und Bari, war stellvertretender künstlerischer Leiter des Teatro de la Opera in Rom und Kulturbotschafter des Instituto del Cultura in Kairo. Braga komponierte Ballette, Konzerte, Ouvertüren, Sinfonien und drei Opern. Als seine Hauptwerke gelten die Oper 1492 und die sinfonische Dichtung El trono de Abomé.